# Quý Lộc
Quý Lộc là một xã của tỉnh Thanh Hóa, Việt Nam.
Xã Quý Lộc được thành lập theo Nghị quyết số 1686/NQ-UBTVQH15 ra tháng 6 năm 2025, theo đó giải thể huyện Yên Định và sáp nhập toàn bộ diện tích tự nhiên và dân số của 3 địa phương của huyện là thị trấn Quý Lộc, thị trấn Yên Lâm và xã Yên Thọ. thành xã Quý Lộc.

## Địa lý
Thị trấn Quý Lộc nằm ở phía tây bắc huyện Yên Định, có vị trí địa lý:
- Phía đông giáp huyện Vĩnh Lộc với ranh giới là sông Mã
- Phía tây giáp thị trấn Yên Lâm
- Phía nam giáp xã Yên Thọ
- Phía bắc giáp huyện Cẩm Thủy.

Thị trấn có diện tích 13,56 km², dân số năm 2020 là 15.008 người, mật độ dân số đạt 1.107 người/km².

## Hành chính
Thị trấn Quý Lộc được chia thành 10 Tổ dân phố đánh số từ 1 đến 10.

## Lịch sử
Trước đây, Quý Lộc là một xã thuộc huyện Yên Định, được thành lập vào ngày 23 tháng 10 năm 1978 trên cơ sở hợp nhất hai xã Yên Quý và Yên Lộc.
Ngày 27 tháng 4 năm 2021, Ủy ban Thường vụ Quốc hội ban hành Nghị quyết số 1260/NQ-UBTVQH14 (nghị quyết có hiệu lực từ ngày 1 tháng 7 năm 2021). Theo đó, thành lập thị trấn Quý Lộc trên cơ sở toàn bộ 13,56 km² diện tích tự nhiên và 15.008 người của xã Quý Lộc.
Theo Nghị quyết số 1686/NQ-UBTVQH15, giải thể huyện Yên Định và thành lập xã Quý Lộc trên cơ sở sáp nhập toàn bộ diện tích tự nhiên và dân số của 3 địa phương của huyện là Thị trấn Quý Lộc, Thị trấn Yên Lâm và xã Yên Thọ.